# Complesso Marzotto

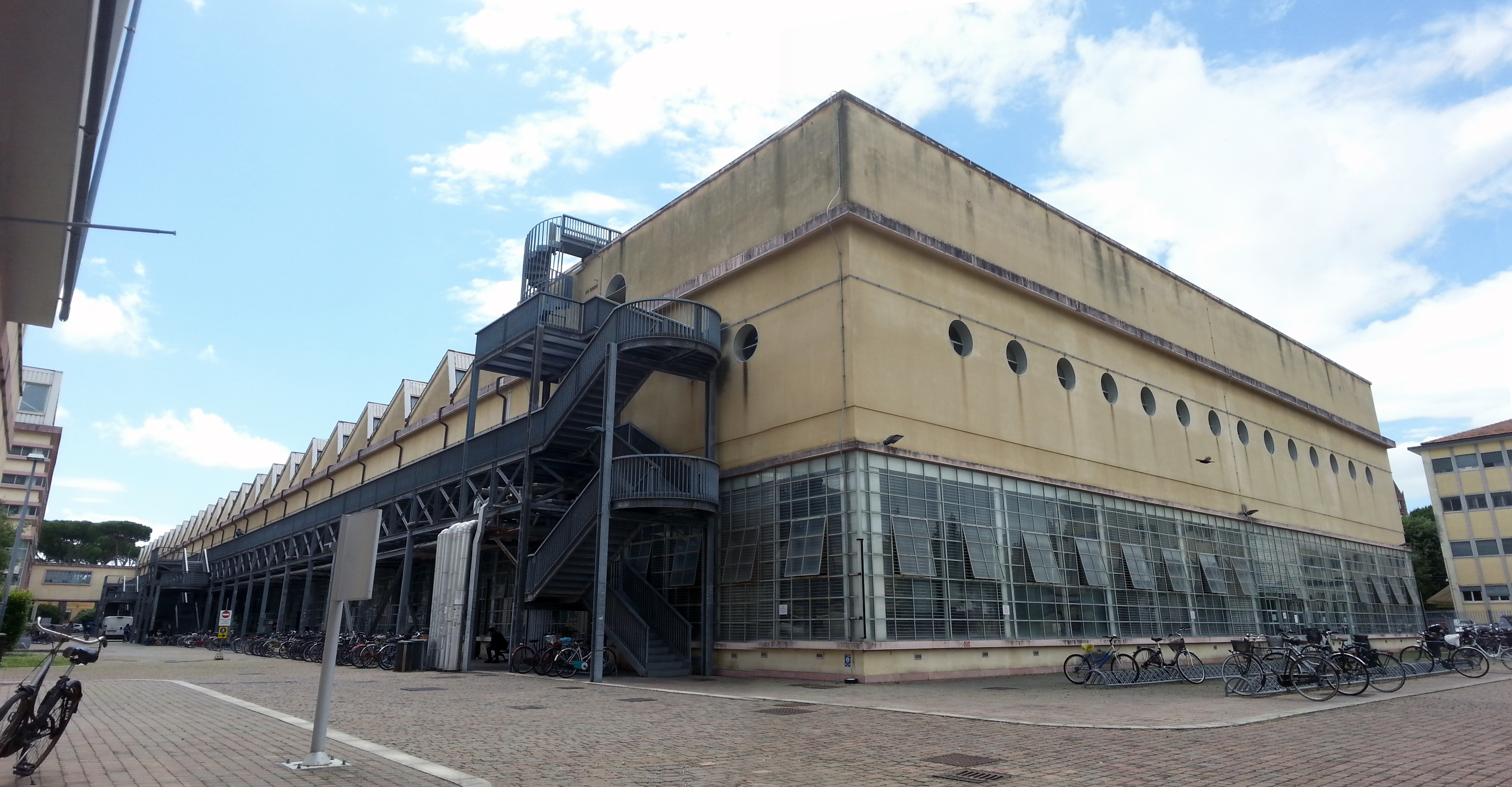
L'edificio B visto dall'aula magna

Il complesso Marzotto è un complesso di ex edifici industriali situati in via Filippo Buonarroti 2 a Pisa. Attualmente ospita il Polo Fibonacci, dimora della facoltà di Scienze Matematiche, Fisiche e Naturali, le segreterie per gli studenti dell'Università di Pisa, e dell'Istituto nazionale di fisica nucleare.

## Storia
Nel 1936 Gaetano Marzotto rileva dalla famiglia Pontecorvo l'omonima fabbrica tessile, situata all'interno delle mura cittadine: la vetustà dell'impianto e la necessità di introdurre nuovi macchinari inducono il proprietario alla demolizione degli opifici e a un conseguente nuovo progetto. L'incarico per la realizzazione della nuova fabbrica è affidato all'architetto veneziano Gildo Valconi: il progetto viene presentato alle autorità cittadine il 23 novembre del 1937 e il 21 dicembre successivo viene concesso il nulla osta alla costruzione dei nuovi fabbricati, nulla osta vincolato alla sistemazione urbanistica dell'area antistante il complesso e alla costruzione di fabbricati destinati ad abitazione per i dipendenti. 
I lavori, avviati subito dopo e già in stato avanzato nella primavera del 1938, sono eseguiti dall'impresa Oberziner & Zampieri di Milano (degli ingegneri civili Alfredo Oberziner e Angelo Zampieri) nel rispetto delle istruzioni 'autarchiche' impartite direttamente dal duce Benito Mussolini (uso del ferro esclusivamente per le strutture, materiali sintetici e autarchici ove possibile). Il complesso è finalmente terminato nel 1939, dopo la morte del progettista. Nel 1944 la fabbrica viene gravemente danneggiata dai bombardamenti: la successiva ricostruzione, terminata nel 1948, comporta la riedificazione di buona parte della pilastratura. 
Con la crisi nazionale della produzione del tessile, la fabbrica Marzotto riduce progressivamente la produzione sino a cessarla definitivamente nel giugno del 1968. Viene successivamente rilevata dal gruppo Forest, che riavvia l'attività fino al 1974, anno in cui l'opificio conosce la definitiva chiusura.

## Descrizione
Il complesso sorge nell'angolo nord orientale della città murata, in un'area caratterizzata da edifici religiosi e complessi conventuali - Santa Caterina, San Francesco e San Zeno - di notevole valore storico ed artistico nonché urbanistico, e progressivamente saturata a partire dalla fine dell'Ottocento con edifici a prevalente destinazione residenziale. 

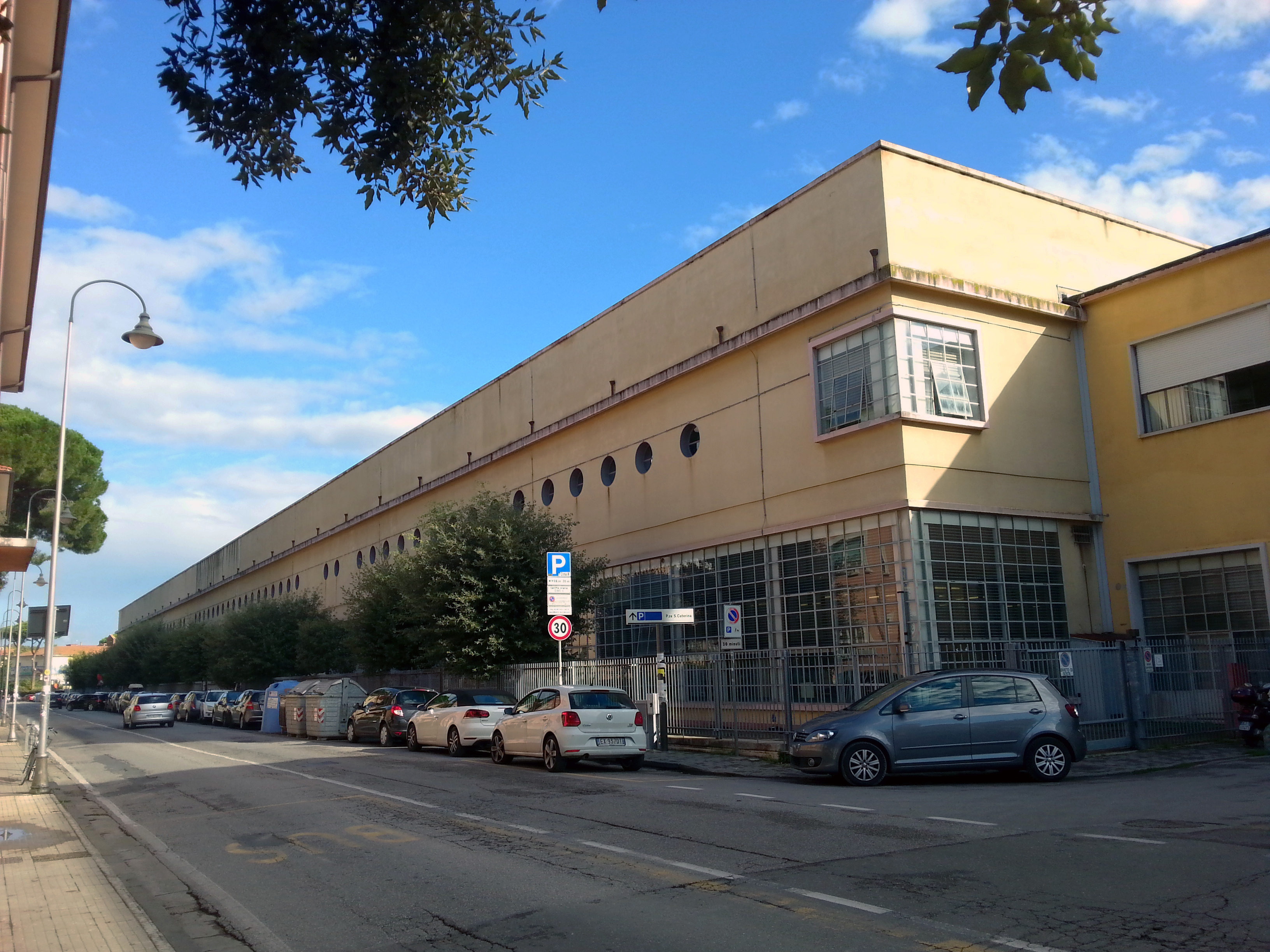
L'edificio B visto da via Buonarroti

Il lotto in cui il complesso si articola è delimitato a occidente da via Filippo Buonarroti, sulla quale si affaccia uno dei tre capannoni a impianto longitudinale, e dall'omonima piazza, dove prospetta l'edificio dell'amministrazione ora sede del dipartimento di matematica: su tale piazza si immette la via San Lorenzo, principale asse di collegamento col cuore della città vecchia. Il confine meridionale dell'area è definito dal lotto delle residenze (ora private, prima destinate al personale) mentre il rimanente perimetro è costituito dall'antica cinta muraria, dalla quale gli edifici industriali mantengono un'esigua distanza. Il complesso presenta un muro di recinzione lungo la strada e all'interno, in corrispondenza con l'edificio dell'amministrazione, un giardinetto alberato.
La ex Marzotto si compone di diversi corpi di fabbrica, caratterizzati da un lessico razionalista, più informato al funzionalismo negli impianti ad esclusivo uso industriale o tecnico, leggermente più aulico nell'edificio di rappresentanza.
I tre edifici un tempo destinati alla produzione industriale, disposti parallelamente all'asse stradale, sono caratterizzati da una pianta rettangolare (articolata per l'edificio adiacente alle mura) e da una volumetria compatta, sviluppata su due piani fuori terra, e sono stilisticamente uniformati dalla fascia vetrata continua al piano terra (infissi in metallo a modulo quadrato), dalla copertura a shed e dalla pilastratura in cemento (gli oblò del più grande dei tre edifici e la frammentazione degli spazi interni sono il risultato della recente ristrutturazione). I due edifici tecnici, la centrale termica e la torretta, sono anch'essi caratterizzati dal medesimo lessico e dal calibrato rapporto fra superficie trasparente e campitura muraria. 

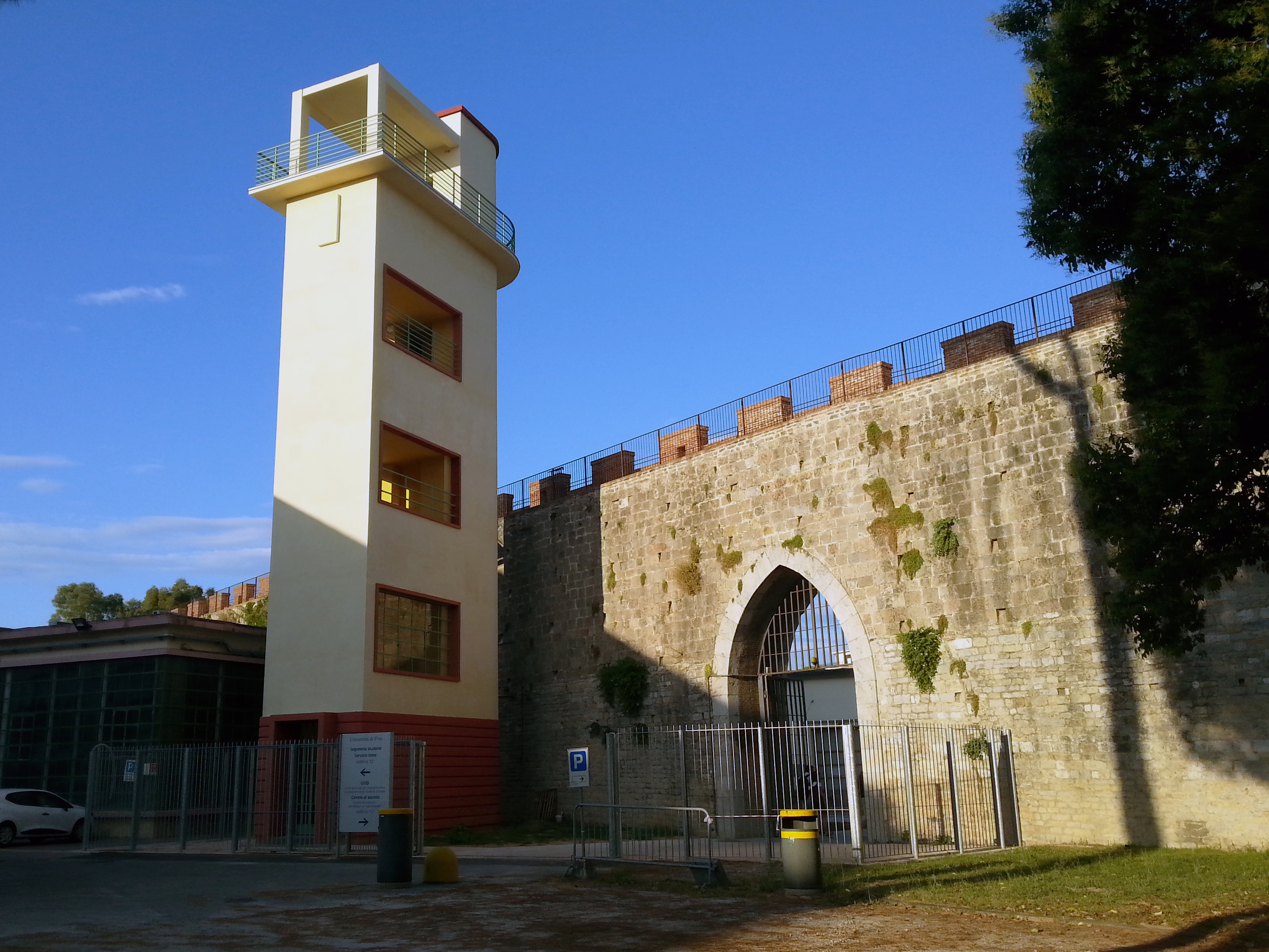
La torre piezometrica e la cinta muraria che delimita il complesso a est

La centrale, caratterizzata dall'accorpamento di due volumi di diversa altezza, presenta un'ampia superficie finestrata di terragniana memoria - del modulo di 4x4 aperture sul fronte occidentale, 4x2 su quello meridionale - e una fascia terminale a nastro che corrono continue a enfatizzare la visione angolare dell'edificio, tema questo che viene riproposto in più contenute dimensioni nel corpo più basso, fungente da punto di controllo dell'intero complesso. La torretta, situata all'opposto del portale di ingresso in adiacenza alle antiche mura, ha una pianta rettangolare sviluppata su quattro livelli e conclusa dallo snello aggetto del ballatoio terminale.
Il corpo dell'amministrazione presenta un impianto maggiormente articolato, caratterizzato dal diverso trattamento della zona di rappresentanza (l'edificio lungostrada) e di servizio (l'ala interna degli uffici) con schema ad "L" e volumetria compatta sviluppata su tre piani fuori terra. Tale volume è collegato sul fronte stradale al corpo della ex fabbrica tramite un edificio-portale, con fornice rettangolare al piano terra (dal quale si accede al cortile interno) e fascia finestrata al piano superiore. Il fronte principale, connotato da un rivestimento lapideo, è scandito da una teoria di aperture - al piano terra cinque portali con luci rettangolari ai lati, ai piani superiori sette finestre rettangolari per piano - inserite in una griglia a moduli rettangolari aggettante dalla cortina muraria; ai due lati della facciata il paramento è interrotto da un portale rettangolare sovrastato da un nastro verticale. 
I corpi sul retro, semplicemente intonacati, sono scanditi da aperture quadrate e rettangolari. L'interno di tale edificio è caratterizzato da un grande atrio al piano terra ai cui lati sono situati specularmente due corpi vetrati semicilindrici (vetrati e con fascia basamentale in marmo) dai quali si accede ai vani scale. Ai piani superiori un corridoio longitudinale serve i vani distribuiti su ambedue i fronti.

## Fortuna critica

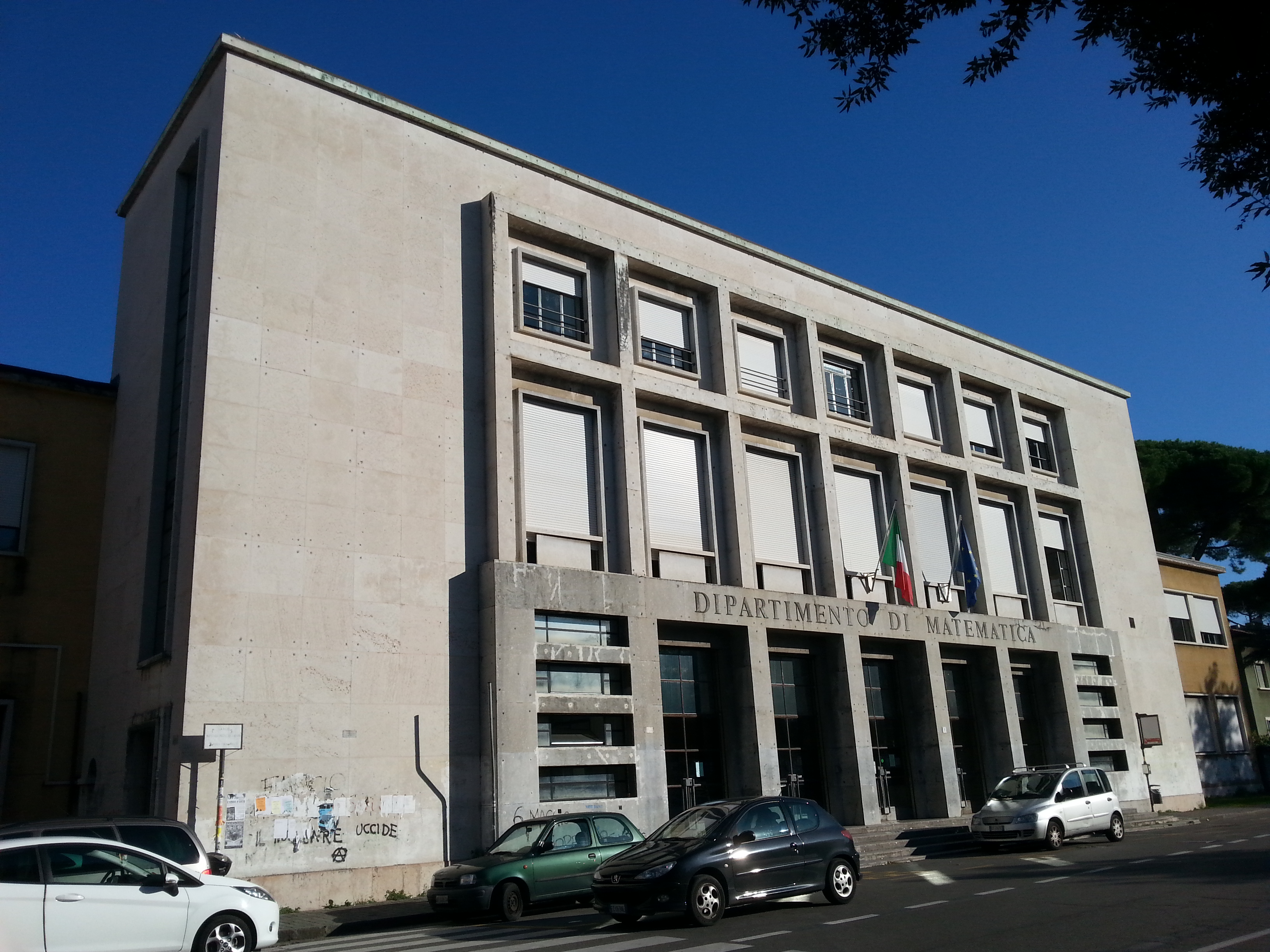
L'edificio dell'amministrazione, oggi sede del Dipartimento di Matematica

Unico giudizio critico rintracciato, se si esclude il generico "bel complesso" del Cozzi (1994), è quello del Martinelli (1993) che, oltre a sottolineare la differenza di linguaggio tra gli edifici destinati alla produzione (razionalisti) e alla rappresentanza (moderato classicismo), ne loda la qualità architettonica, rintracciandovi un caso esemplare di perfetta fusione tra diverse esigenze della committenza - stabilità e potenza, funzionalità e efficienza - esigenze risolte con un'interessante compenetrazione di stili.